# Chorisoneura formosella
Chorisoneura formosella es una especie de cucaracha del género Chorisoneura, familia Ectobiidae. Fue descrita científicamente por Rehn & Hebard en 1927.
Habita en Jamaica.